# Tapinoma acuminatum
Tapinoma acuminatum är en myrart som beskrevs av Auguste-Henri Forel 1907. Tapinoma acuminatum ingår i släktet Tapinoma och familjen myror. Inga underarter finns listade i Catalogue of Life.